# 佐野なぎさ
佐野なぎさ（さの なぎさ、2000年6月7日 - ）は、日本のグラビアアイドル。大阪府出身。GDL Entertainment所属。

## 略歴
2023年立命館大学を卒業後に就職の為上京するが、親に内緒で内定を蹴って芸能の道に進む。同年、GDL Entertainmentからグラビアデビュー。
2024年3月に開催された週プレとTGIFのコラボ企画「ツギクルガールオーディション」で週プレ賞を受賞。同4月にデジタル写真集「上京10ヶ月」を発売。同8月に初DVD「ミルキー・グラマー」を発売。翌9月にソフマップで行われた1stDVD発売記念イベントでは満員御礼となる。

## 人物
- 意外と男っぽいと言われる。特技はダンス。趣味は旅行、サウナ、お酒。チャームポイントはおでこ。最近のマイブームは美味しい蕎麦屋に行くこと。
- 中学はバレー部、高校はダンス部に所属。
- 胸の発育について、小学校（Dカップ）～ 中学校（Fカップ）～ 高校（Gカップ）～ 大学（Hカップ）であったとイベント時に本人が明かしている。

## 作品

### イメージDVD
- ミルキー・グラマー（2024年8月30日、竹書房）[6][7]
- Sweet Illusion（2024年11月22日、竹書房）[8][9]
- マシュマロバストは恋の味（2025年7月10日、ラインコミュニケーションズ）[10]

### デジタル写真集
- 上京10ヶ月（2024年4月21日、集英社［週プレ PHOTO BOOK］、撮影：カノウリョウマ）[11]
- ホロ酔いナイト（2025年2月24日、集英社［週プレ PHOTO BOOK］、撮影：LUCKMAN）[12]

## 出演

### TV
- いい福みつけ旅[13]（2024年8月 第236回ゲスト出演、奈良テレビ）
- フットンダ王決定戦2025[14]（2025年1月1日、中京テレビ）

### CM
- マッチングアプリtapple　WEBCM（2024年6月）

### WEB
- 佐久間宣行のNOBROCK TV[15]（2024年11月ドッキリゲスト出演）

### 舞台
- SENTRAL PRODUCE『逆転満塁サヨナラ、またね。』[16]（2024年5月）